# 山口ナオミ
山口 ナオミ（やまぐち なおみ 1978年6月30日- ）は、日本のAV女優。

## 人物・来歴
東京都出身。1998年9月、「100リットル」でKUKIからデビューした。「100リットル」は、その年のKUKIの売り上げ第3位となっている。
1998年から1999年にかけて多数のアダルトビデオに出演した。
くびれのあるスレンダーな肢体に100センチを超えるアンバランスな爆乳で一定の支持を集めたAV女優の一人として広く知られる。

## 出演作品

### アダルトビデオ
- 100リットル（1998年9月21日 / VHS 12月4日 / ビデオCD、KUKI）
- ダイナ・マイト（1998年10月22日 / VHS 1999年2月5日 / ビデオCD、KUKI）
- 巨乳パンサーG（1998年11月22日、SAMM）
- G.B.O（1998年12月10日 VHS / 2000年6月21日 DVD 、V&Rプランニング）
- スペルマニア（1999年1月26日、SAMM）
- ビデオCDスペシャルNo.14（1999年1月27日、KUKI）
- BOMBER GIRL（1999年2月18日 VHS / 2003年9月12日 DVD 、HRC）
- パイパニック（1999年2月26日、KUKI）DVD 「100リットル」「ダイナ・マイト」を収録
- アルティメット ボディー（1999年3月25日 VHS 2003年12月12日 DVD、HRC）
- 逆ソープ天国（1999年4月30日、アリスJAPAN）
- GOOD乳ナオミ（1999年5月28日、アリスJAPAN）
- Monster B（1999年7月31日、HRC）
- 乳タンクの天使たち 6（1999年8月18日、アリスJAPAN）
- ペロペロおくちFUCKER! むしゃぶりアイドル生連発!（1999年8月25日、SAMM）
- オッパイがイッパイ!!（1999年9月24日、KUKI）
- 逆ソープ天国貸切スペシャル3（1999年10月15日、アリスJAPAN）
- CHER BUST COLLECTION（1999年11月30日、HRC）
- kUKI人気女優BEST Vol.10（1999年12月10日、KUKI）
- 逆ソープ天国　スペシャルエレクト2（2000年1月21日、アリスJAPAN）
- ゴージャス（2001年6月29日、GLAY'z）
- CHER BUST COLLECTION MILLENNIUM（2000年2月18日、HRC）
- KUKI Best COLLECTION Vol.4（2000年4月14日、KUKI）
- マジエロ（2000年7月7日、h.m.p）
- セブン Vol.4 七つの刻の物語（2000年11月21日、ビデオバンク）
- BOMBER GIRL（2003年9月12日、HRC）
- 巨◆乳（2003年9月21日、V&Rプロダクツ）
- ULTIMATE BODY（2003年12月12日、HRC）